# 34-й окремий полк НГ (Україна)
34-й окремий Херсонський полк (34 ОП НГУ, в/ч 3056) — військове формування у складі Південного оперативно-територіального об'єднання Національної гвардії України.

## Історія
Сформований, як 8-й окремий батальйон НГУ (в/ч 8411) в м. Херсоні, на підставі наказу КНГУ від 2 січня 1992 р. на базі 131-го окремого спеціального моторизованого батальйону міліції Внутрішніх військ МВС СРСР (в/ч 5511) в складі 3-ї Південної дивізії НГУ (в/ч 2230).[джерело?]
Указом Президента України від 20 січня 1995 р. і наказом КНГУ від 26 січня 1995 року переданий до складу Внутрішніх військ МВС України, де став 16-м окремим спеціальним моторизованим батальйоном Внутрішніх військ МВС України (в/ч 3056).[джерело?]
В грудні 2023-го року батальйон було розширено до полку, і сформовано 34-й окремий полк НГУ.
3-го жовтя 2024-го року 34-му полку НГУ, який брав участь у визволенні Херсона від російських військ було присвоєне почесне найменування «Херсонський».
25 березня 2025 року 34-й Херсонський полк Національної гвардії України указом Президента України Володимира Зеленського відзначений почесною відзнакою «За мужність та відвагу».

## Структура
- 1-ша патрульна рота;
- 2-га патрульна рота;
- патрульна рота на автомобілях;
- 4-та стрілецька рота;
- кінологічна група;
- медичний пункт[5].

## Командування
- Полковник Вакуленко Сергій Миколайович (2020)

- Полковник Кузьміч Руслан Олександрович (з 2020 і по тепер)

## Втрати
- Стадник Сергій Анатолійович, старший прапорщик, старшина роти, загинув 13 серпня 2014 року.
- Баранов Максим Володимирович, старший сержант, інструктор кінологічної групи, загинув 24 серпня 2014 року.
- Миколайчук Дмитро Васильович, старший солдат, стрілець, загинув 24 січня 2015 року.
- Давидок Андрій Олегович, сержант, помер в шпиталі внаслідок важкого поранення 31 жовтня 2018 року.[6]
- Воробйов Віталій Олександрович, капітан, помер внаслідок поранення у 2022 році.
- Недря Сергій Сергійович, старший солдат, загинув 3 липня 2023.
- Колесніченко Ігор Костянтинович, старший солдат, загинув 24 жовтня 2023.
- Ніделько В'ячеслав, сержант, загинув на лівому березі в квітні 24го року від мінометного обстрілу.